# كفر سلامة إبراهيم
قرية كفر سلامة إبراهيم هي إحدى القرى التابعة لمركز منيا القمح في محافظة الشرقية في جمهورية مصر العربية. حسب إحصاءات سنة 2006، بلغ إجمالي السكان في كفر سلامة إبراهيم 3842 نسمة، منهم 1990 رجل و1852 امرأة.